# Hōhokekyo Tonari no Yamada-kun
Hōhokekyo Tonari no Yamada-kun (ホーホケキョとなりの山田くん, A Família Yamada (título em Portugal) ou Meus Vizinhos, os Yamadas (título no Brasil)) é um filme japonês de animação escrito e dirigido por Isao Takahata e produzido pelo Studio Ghibli. O filme estrelou Hayato Isobata, Masako Araki, Naomi Uno, Touru Masuoka, Yukiji Asaoka, Akiko Yano, e Kosanji Yanagiya.

## Enredo
O filme mostra o quotidiano da família Yamada, Takashi e Matsuko (o pai e a mãe), Shige (a mãe de Matsuko), Noboru (o filho de 13 anos), Nonoko (a filha de 5 anos), e Pochi (o cão da família).
Cada quadro curto é precedido por um título como "Pai como o Exemplo a ser Seguido", "Uma Família Acabada" ou "Supremacia Patriarcal Restaurada". Esses quadros curtos abordam várias questões, tais como a perda de uma criança em uma loja de departamento, as relações entre pai e filho, ou o marido e a mulher, a sabedoria da idade, ficando com a primeira namorada e muitos outros. Cada quadro é apresentado com humor, mostrando uma imagem muito credível da vida familiar que atravessa fronteiras culturais. As relações entre Matsuko, Takashi e Shige são particularmente bem observadas, com Shige dando conselhos e provérbios para todos os membros da família, e tem uma grande força de carácter, que supera de longe a de Matsuko. O relacionamento de Takashi e Matsuko, acontece muitas vezes nos episódios, suas rivalidades, como discutir com quem ficará o controle da televisão, suas frustrações, suas dificuldades, etc, mas o tema principal é o seu amor um pelo outro, apesar de suas falhas, tentam ser os melhores pais para seus filhos.

## Elenco
- Hayato Isobata como Noboru Yamada
- Masako Araki como Shige Yamano
- Naomi Uno como Nonoko Yamada
- Touru Masuoka como Takashi Yamada
- Yukiji Asaoka como Matsuko Yamada
- Akiko Yano como Fujihara-Sensei
- Kosanji Yanagiya como Narrador

## Produção
Baseado no mangá yonkoma Nono-chan criado por Hisaichi Ishii, foi o primeiro filme digital do Studio Ghibli. Takahata queria a família Yamada-kun para ser o estilo de arte de fotos aguarela, em vez de imagens de células. Para isso acontecer, as técnicas tradicionais de pintura em célula foram substituídas com a tecnologia digital, tornando Yamada-kun o primeiro filme do estúdio Ghibli a ser pintado inteiramente em computador.

## Reconhecimentos
A Família Yamada recebeu o Prêmio de Excelência pela Animação, em 1999 no Japan Media Arts Festival.